# يوجينيو لوبيز الثالث
يوجينيو لوبيز الثالث هو شخصية أعمال فلبيني، ولد في 23 أغسطس 1952 في مانيلا في الفلبين.